# Панаит Истрати
Панаит Истрати (Браила, 10. август 1884 – Букурешт, 16. април 1935) је био румунски књижевник који је писао на румунском и француском језику. Први је румунски писац који је имао хомосексуални лик у свом књижевном делу. Француски Нобеловац Ромен Ролан га је назвао "Максим Горки са Балкана"

## Књижевни рад
Његово најпознатије дело је серијал књига и прича о младићу по имену Адријен Зографи, чију су сестру Киру отели Отомански Турци. Део овог серијала је преведен на српски језик као "Кира Киралина" први пут 1964. године у издању Будућност Нови Сад и други пут 1999. у издању Књижевне општине Вршац, оба пута превод Живојина Живојиновића.

### Серијал Адријен Зографи[6]
- Ујка Анђел (преведен на српски као део књиге Кира Киралина) (1924)
- Моја сестра Кира Киралина (преведено као део књиге Кира Киралина) (1924)
- Хајдуци 1 и 2 (1925 и 1926)
- Кодин (преведен на српски као део књиге Кира Киралина) (1926 )
- Михаил (1927)
- У вили Турингер (1933)
- Биро (1933)
- Медитеран 1 и 2 (1933/1934)

#### Екранизација[7]
Кира Киралина је екранизована више пута, први пут у совјетској Украјини као неми филм 1927. године, други пут као румунско-мађарска продукција 1993., и "Кира Киралина" румунски филм из 2014. године. Постоје и две француско румунске продукције по Истратијевим делима, између осталог и филм "Кодин" из 1962.